# 加藤五一
加藤 五一（かとう ごいち、1891年8月26日 - 1989年4月9日）は、日本の経営者。三井造船(現在の三井E&S)社長、会長を務めた。愛知県豊田市出身。

## 経歴
1918年に東京帝国大学英法科を卒業。三井物産での勤務を経て、1944年に三井造船に転じ、1946年5月に取締役に就任し、同年12月に常務を経て、1947年5月には社長に就任。1960年5月に会長に就任し、1966年6月には相談役に就任。
日本造船工業会会長、日本原子力事業副社長、経済団体連合会常任理事なども歴任。
1959年にデンマーク・ダンネプログ勲章を受章し、1959年に藍綬褒章を受章し、1965年に勲二等瑞宝章を受章。
1989年4月8日呼吸不全のために死去。97歳没。